# 瓦巴赫河
50°55′21.7″N 8°24′30″E / 50.922694°N 8.40833°E
瓦巴赫河（德語：Wahbach），是德國的河流，位於該國西部，處於北萊茵-威斯特法倫州，屬於蘭河的右支流，河道全長4.5公里，流域面積5.6平方公里，河口處在巴特拉斯弗。